# Árjabhata számábrázolása
Árjabhata számábrázolása a nagy indiai matematikus-csillagász, Árjabhata (i. sz. 476–550) által kialakított alfaszillabikus számírásrendszer. Árjabhata nem a már több száz éve Indiában általánosan használt számírásrendszert, a bráhmi számírást használta, hanem saját rendszert alakított ki. Az i. sz. 510 körül keletkezett Árjabhatíja c. munkája első fejezetében, Gitikapada, írta le rendszerét. Számábrázolásának számjeleit az indiai alfaszillabikus írás grafémáiból, 33 mássalhangzó + 9 magánhangzó, vette át és az ezekből alkotott szótagokat rendelte számértékekhez. Rendszerében rendkívül nagy számok is tömören leírhatók voltak, akár 1018 nagyságrendűek is. Árjabhata számábrázolásában egy szám viszont több szótaghoz is hozzárendelhető, így a hozzárendelés nem kölcsönösen egyértelmű.

## Struktúrája
Árjabhata számírásrendszere kialakításakor az indiai alfaszillabikus írás írásjeleit használta fel – a szanszkrit fonémákat követve –, rendszerében a szótagokhoz számértékeket rendelve. Az indiai abugida jellegű írásban 33 alap mássalhangzó hordoz egy alapértelmezett inherens magánhangzót, az inherens magánhangzótól eltérő, megközelítőleg 20 diakritikus magánhangzót pedig mellékjelekkel, diakritikus jelekkel jelzik. Az inherens magánhangzó az {\displaystyle a}. Árjabhata az írás 33 mássalhangzóját és 9 magánhangzóját használta fel rendszerében. Az indiai alfaszillabikus rendszernek köszönhetően Árjabhata számára akár több száz lehetséges szótag is rendelkezésére állt, de számírásrendszere elsajátításához csak a jelek három csoportját kellett megtanulni, melyek egymással kombinálhatók.
Az egyik csoport a varga mássalhangzók, a másik csoport az avarga mássalhangzók, a harmadik csoport a magánhangzók. Rendszerében a mássalhangzókhoz rendelt számértékeket módosítják a diakritikus magánhangzók. Az egymást követő magánhangzók {\displaystyle a,i,u} stb. határozzák meg a 100 hatványát, mellyel a mássalhangzók – a varga mássalhangzók {\displaystyle ka}-tól {\displaystyle ma}-ig, ill. az avarga mássalhangzók {\displaystyle ya}-tól {\displaystyle ha}-ig – számértéke szorzandó. Ezeknek a jeleknek a kombinációjával 1018-ig minden szám leírható volt.

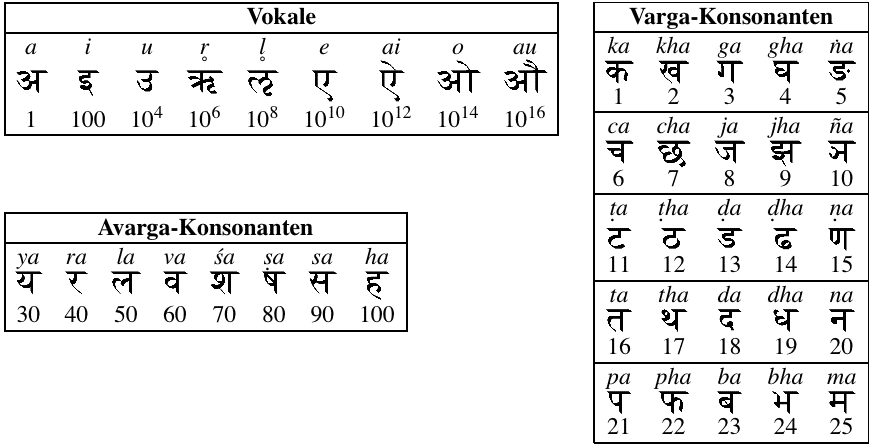
Árjabhata számjeleinek csoportjai: a varga mássalhangzók, az avarga mássalhangzók és a magánhangzók

A rendszer 100 alatt kissé szabálytalan. Árjabhata a 33 alapírásjelhez, 1-től 25-ig a varga mássalhangzókhoz egyesével növelve rendelte a számokat, majd efölött, az avarga mássalhangzókhoz tízesével növelve, azaz a 30, 40, 50, … egészen 100-ig.
Így pl. a 3, 5, 6, 7 a varga mássalhangzókkal leírva:
{\displaystyle ga=3,{\mbox{ṇa}}=5,ca=6,cha=7}
azaz:
 ग {\displaystyle =3}, ङ{\displaystyle =5}, च{\displaystyle =6}, छ{\displaystyle =7}
A 11 és 19 közötti jelek és a 21 és 25 közöttiek nem voltak feltétlenül szükségesek, mivel pl. a 15-öt le lehetett írni a 10 és az 5 jelével – additív elven –, de a 15 jelével is minden kétértelműség nélkül, bár az utóbbi tömörebb volt.
A 25 és 100 közötti értékek a varga és az avarga mássalhangzók additív kombinációjaként íródtak.
Így pl. a 32 leírása:
{\displaystyle khya=khaya=2+30=32}
azaz:
 ख य {\displaystyle =32}
100 felett egy mássalhangzóhoz kapcsolt diakritikus magánhangzó a szám értékét a 100 egy-egy hatványával szorozta meg – aszerint, hogy a magánhangzók csoportjában hányadik helyhez tartozott.
Így pl. a fent említett {\displaystyle khaya=2+30=32} az u diakritikus magánhangzóval kombinálva a 320 000 értéket kapja:
{\displaystyle khyu=khuyu=2\times 100^{2}+30\times 100^{2}=320000}
azaz:
खु यु  {\displaystyle =320000}
Egy-egy számot többféleképp is le lehetett írni. Pl. az i magánhangzóval való kombináció esetén az érték 100-zal szorzódik, így két jel van a 100-as értékére – a ha és a ki –; mindez némi lehetőséget ad a zavarra. Más esetben is, pl. a 85-öt 5 + 80-ként is leírhatták és 15 + 70-ként is.
A számszakaszokban a legalacsonyabb értéket balra írták, amely a szanszkrit lexikális számok sorrendiségét követi, ez viszont ellentétes az indiai számírásrendszerekkel, ahol a legmagasabb érték áll baloldalt. A zéró jelére nem volt szükség és nem is használták. Bár néha tévesen a rendszert helyiértékes számírásrendszernek vélik, S. Chrisomalis kanadai kutató Árjabhata számírását nem helyiértékesnek tekinti, mivel egy numerikus szakasz közepébe helyezett szótag a többi jel számértékét nem változtatja meg. S. Chrisomalis ezt egy százas alapú, multiplikatív-additív rendszernek tartja, tízes alapú cifferes albázissal.

## Kifejlesztésének alapjai
A kutatók eltérően vélekednek Árjabhata rendszere kialakításának körülményeiről:
- Árjabhata munkáiban nem kora indiai számírásrendszerét, a bráhmi számírást használta. S. Chrisomalis feltételezése szerint, lehetséges, hogy az alfaszillabikus számírását azért alakította ki, mivel a bráhmi cifferes-additív számírás a nagy számok lejegyzésére nem volt hatékony, ezt a kérdést viszont a saját számírásával egész tömören el tudta érni.
- Feltételezhető, hogy Árjabhata a bráhmi számírás mellett ismerte a görög alfabetikus számírást is, mivel csillagászati munkái görög forrásokra is épültek.[4] J. F. Fleet érvelése szerint Árjabhata az írásjelek számíráskénti használatának alapgondolatát a görögöktől kölcsönözhette – bár erre nincs egyértelmű bizonyíték –, viszont a két rendszer gyökeresen különböző.[5] Még ha ismerte is a görög számokat, kis szerepet játszhatott saját rendszere kialakításában, melynek egyedi jellege – 100-as alapú – nem található meg semmilyen más rendszerben.[6]
- G. Ifrah feltételezése szerint bár Árjabhata rendszere nem helyiértékes, Árjabhata ismerhette a helyiértékes számírást, amelyik esetleg már Árjabhata ideje előtt létezett, de a bizonyítékok visszafordíthatatlanul elvesztek a történelem számára.[7] S. Chrisomalis ezzel szemben úgy véli, Árjabhata rendszerének viszonylagos bonyolultsága, és nemhelyiértékes jellege amellett szól, hogy Árjabhata nem ismerhetett helyiértékes számírást.
- Árjabhata számai tömörek és bár végtelenségig nem növelhetők, de elég nagy számok kifejezésére is alkalmasak. Nincs viszont arra bizonyíték, hogy Árjabhata számításait közvetlenül ezekkel a számokkal végezte volna. S. Chrisomalis elgondolása szerint ezek funkciója elsődlegesen a nagy számok versekben való kifejezése lehetett, ahogy a hagyományos indiai matematika is teszi. Bár a matematikai kifejezések versbe szedése korlátozta és bonyolultabbá tette a számok kifejezését, viszont a felhasználót a memoriterek megsegítették, ugyanakkor rendszere megtartotta más számírásrendszerek tömörségét is.[6]

## Hatása
- G. Ifrah állítása szerint Árjabhata rendszerének befogadása és használata eredményezte a helyiértékes számírás és a zéró elterjedését.[8] S. Chrisomalis ezzel szemben mindezt ennek a rendszernek a kutatásával kapcsolatos tapasztalat-ellenes módszernek tekinti.[9]
- Árjabhata rendszerét még jóval halála után is ismerték ugyan az indiai csillagászok és matematikusok, de csak munkáival kapcsolatosan említették meg. A rendszerben az aritmetikai lehetőségek hiánya, társulva azzal, hogy szanszkrit nyelven az összetett számszakaszok kiejtése nehézkes, még Árjabhata hívei körében is a rendszer mellőzését eredményezték.[10]
- Ez a rendszer az első alfaszillabikus számírás Indiában. Később számos utódrendszer emelkedett ki Indiában, melyek a számjeleket és a fonetikus jeleket társították, ezek közül a legismertebb a katapayadi számírás és az aksharapalli számírás. Mivel az újabb rendszerek nem voltak annyira szokatlanok, mint Árjabhata rendszere, ezért azok sikeresebbek lettek.[10]

## A számértékekhez rendelt szótagok táblázatban
| Árjabhata rendszerében a számértékekhez rendelt 33 × 9 = 297 szanszkrit szótag |                                                                      |                                                                      |  |           |           |           |           |           |           |        |           |        |  |
|                                                                                |                                                                      |                                                                      |  |           |           |           |           |           |           |        |           |        |  |
| A 9 magánhangzó (vízszintesen) ill. a 33 mássalhangzó (függőlegesen)           | A 9 magánhangzó (vízszintesen) ill. a 33 mássalhangzó (függőlegesen) | A 9 magánhangzó (vízszintesen) ill. a 33 mássalhangzó (függőlegesen) |  | -a        | -i        | -u        | -ṛ        | -ḷ        | -e        | -ai    | -o        | -au    |  |
|                                                                                |                                                                      |                                                                      |  | अ         | इ         | उ         | ऋ         | ऌ         | ए         | ऐ      | ओ         | औ      |  |
|                                                                                |                                                                      | ×                                                                    |  | 1000      | 1001      | 1002      | 1003      | 1004      | 1005      | 1006   | 1007      | 1008   |  |
| Öt veláris zárhang                                                             |                                                                      |                                                                      |  |           |           |           |           |           |           |        |           |        |  |
| k -                                                                            | क                                                                    | 1                                                                    |  | क or का ka | कि or की ki | कु or कू ku | कृ or कॄ kṛ | कॢ or कॣ kḷ | के or कॆ ke | कै kai  | को or कॊ ko | कौ kau  |  |
| kh -                                                                           | ख                                                                    | 2                                                                    |  | ख kha     | खि khi     | खु khu     | खृ khṛ     | खॢ khḷ     | खे khe     | खै khai | खो kho     | खौ khau |  |
| g -                                                                            | ग                                                                    | 3                                                                    |  | ग ga      | गि gi      | गु gu      | गृ gṛ      | गॢ gḷ      | गे ge      | गै gai  | गो go      | गौ gau  |  |
| gh -                                                                           | घ                                                                    | 4                                                                    |  | घ gha     | घि ghi     | घु ghu     | घृ ghṛ     | घॢ ghḷ     | घे ghe     | घै ghai | घो gho     | घौ ghau |  |
| ṅ -                                                                            | ङ                                                                    | 5                                                                    |  | ङ ṅa      | ङि ṅi      | ङु ṅu      | ङृ ṅṛ      | ङॢ ṅḷ      | ङे ṅe      | ङै ṅai  | ङो ṅo      | ङौ ṅau  |  |
| Öt palatális zárhang                                                           |                                                                      |                                                                      |  |           |           |           |           |           |           |        |           |        |  |
| c -                                                                            | च                                                                    | 6                                                                    |  | च ca      | चि ci      | चु cu      | चृ cṛ      | चॢ cḷ      | चे ce      | चै cai  | चो co      | चौ cau  |  |
| ch -                                                                           | छ                                                                    | 7                                                                    |  | छ cha     | छि chi     | छु chu     | छृ chṛ     | छॢ chḷ     | छे che     | छै chai | छो cho     | छौ chau |  |
| j -                                                                            | ज                                                                    | 8                                                                    |  | ज ja      | जि ji      | जु ju      | जृ jṛ      | जॢ jḷ      | जे je      | जै jai  | जो jo      | जौ jau  |  |
| jh -                                                                           | झ                                                                    | 9                                                                    |  | झ jha     | झि jhi     | झु jhu     | झृ jhṛ     | झॢ jhḷ     | झे jhe     | झै jhai | झो jho     | झौ jhau |  |
| ñ -                                                                            | ञ                                                                    | 10                                                                   |  | ञ ña      | ञि ñi      | ञु ñu      | ञृ ñṛ      | ञॢ ñḷ      | ञे ñe      | ञै ñai  | ञो ño      | ञौ ñau  |  |
| Öt retroflex zárhang                                                           |                                                                      |                                                                      |  |           |           |           |           |           |           |        |           |        |  |
| ṭ -                                                                            | ट                                                                    | 11                                                                   |  | ट ṭa      | टि ṭi      | टु ṭu      | टृ ṭṛ      | टॢ ṭḷ      | टे ṭe      | टै ṭai  | टो ṭo      | टौ ṭau  |  |
| ṭh -                                                                           | ठ                                                                    | 12                                                                   |  | ठ ṭha     | ठि ṭhi     | ठु ṭhu     | ठृ ṭhṛ     | ठॢ ṭhḷ     | ठे ṭhe     | ठै ṭhai | ठो ṭho     | ठौ ṭhau |  |
| ḍ -                                                                            | ड                                                                    | 13                                                                   |  | ड ḍa      | डि ḍi      | डु ḍu      | डृ ḍṛ      | डॢ ḍḷ      | डे ḍe      | डै ḍai  | डो ḍo      | डौ ḍau  |  |
| ḍh -                                                                           | ढ                                                                    | 14                                                                   |  | ढ ḍha     | ढि ḍhi     | ढु ḍhu     | ढृ ḍhṛ     | ढॢ ḍhḷ     | ढे ḍhe     | ढै ḍhai | ढो ḍho     | ढौ ḍhau |  |
| ṇ -                                                                            | ण                                                                    | 15                                                                   |  | ण ṇa      | णि ṇi      | णु ṇu      | णृ ṇṛ      | णॢ ṇḷ      | णे ṇe      | णै ṇai  | णो ṇo      | णौ ṇau  |  |
| Öt dentális zárhang                                                            |                                                                      |                                                                      |  |           |           |           |           |           |           |        |           |        |  |
| t -                                                                            | त                                                                    | 16                                                                   |  | त ta      | ति ti      | तु tu      | तृ tṛ      | तॢ tḷ      | ते te      | तै tai  | तो to      | तौ tau  |  |
| th -                                                                           | थ                                                                    | 17                                                                   |  | थ tha     | थि thi     | थु thu     | थृ thṛ     | थॢ thḷ     | थे the     | थै thai | थो tho     | थौ thau |  |
| d -                                                                            | द                                                                    | 18                                                                   |  | द da      | दि di      | दु du      | दृ dṛ      | दॢ dḷ      | दे de      | दै dai  | दो do      | दौ dau  |  |
| dh -                                                                           | ध                                                                    | 19                                                                   |  | ध dha     | धि dhi     | धु dhu     | धृ dhṛ     | धॢ dhḷ     | धे dhe     | धै dhai | धो dho     | धौ dhau |  |
| n -                                                                            | न                                                                    | 20                                                                   |  | न na      | नि ni      | नु nu      | नृ nṛ      | नॢ nḷ      | ने ne      | नै nai  | नो no      | नौ nau  |  |
| Öt labiális hang                                                               |                                                                      |                                                                      |  |           |           |           |           |           |           |        |           |        |  |
| p -                                                                            | प                                                                    | 21                                                                   |  | प pa      | पि pi      | पु pu      | पृ pṛ      | पॢ pḷ      | पे pe      | पै pai  | पो po      | पौ pau  |  |
| ph -                                                                           | फ                                                                    | 22                                                                   |  | फ pha     | फि phi     | फु phu     | फृ phṛ     | फॢ phḷ     | फे phe     | फै phai | फो pho     | फौ phau |  |
| b -                                                                            | ब                                                                    | 23                                                                   |  | ब ba      | बि bi      | बु bu      | बृ bṛ      | बॢ bḷ      | बे be      | बै bai  | बो bo      | बौ bau  |  |
| bh -                                                                           | भ                                                                    | 24                                                                   |  | भ bha     | भि bhi     | भु bhu     | भृ bhṛ     | भॢ bhḷ     | भे bhe     | भै bhai | भो bho     | भौ bhau |  |
| m -                                                                            | म                                                                    | 25                                                                   |  | म ma      | मि mi      | मु mu      | मृ mṛ      | मॢ mḷ      | मे me      | मै mai  | मो mo      | मौ mau  |  |
| Négy approximant, ill. pergőhang                                               |                                                                      |                                                                      |  |           |           |           |           |           |           |        |           |        |  |
| y -                                                                            | य                                                                    | 30                                                                   |  | य ya      | यि yi      | यु yu      | यृ yṛ      | यॢ yḷ      | ये ye      | यै yai  | यो yo      | यौ yau  |  |
| r -                                                                            | र                                                                    | 40                                                                   |  | र ra      | रि ri      | रु ru      | रृ rṛ      | रॢ rḷ      | रे re      | रै rai  | रो ro      | रौ rau  |  |
| l -                                                                            | ल                                                                    | 50                                                                   |  | ल la      | लि li      | लु lu      | लृ lṛ      | लॢ lḷ      | ले le      | लै lai  | लो lo      | लौ lau  |  |
| v -                                                                            | व                                                                    | 60                                                                   |  | व va      | वि vi      | वु vu      | वृ vṛ      | वॢ vḷ      | वे ve      | वै vai  | वो vo      | वौ vau  |  |
| Három réshang                                                                  |                                                                      |                                                                      |  |           |           |           |           |           |           |        |           |        |  |
| ś -                                                                            | श                                                                    | 70                                                                   |  | श śa      | शि śi      | शु śu      | शृ śṛ      | शॢ śḷ      | शे śe      | शै śai  | शो śo      | शौ śau  |  |
| ṣ -                                                                            | ष                                                                    | 80                                                                   |  | ष ṣa      | षि ṣi      | षु ṣu      | षृ ṣṛ      | षॢ ṣḷ      | षे ṣe      | षै ṣai  | षो ṣo      | षौ ṣau  |  |
| s -                                                                            | स                                                                    | 90                                                                   |  | स sa      | सि si      | सु su      | सृ sṛ      | सॢ sḷ      | से se      | सै sai  | सो so      | सौ sau  |  |
| Egy glottális réshang                                                          |                                                                      |                                                                      |  |           |           |           |           |           |           |        |           |        |  |
| h -                                                                            | ह                                                                    | 100                                                                  |  | ह ha      | हि hi      | हु hu      | हृ hṛ      | हॢ hḷ      | हे he      | है hai  | हो ho      | हौ hau  |  |
|                                                                                |                                                                      |                                                                      |  |           |           |           |           |           |           |        |           |        |  |